# Плиточный дольмен
Плиточные дольмены — это четыре вертикальные плиты, образующие прямоугольную или квадратную камеру, которая закрывается пятой горизонтальной плитой. Часто вся эта конструкция ставится еще на одну горизонтальную плиту, образующую остов сооружения. Для того, чтобы конструкция не развалилась, плиты обычно имеют пазы.

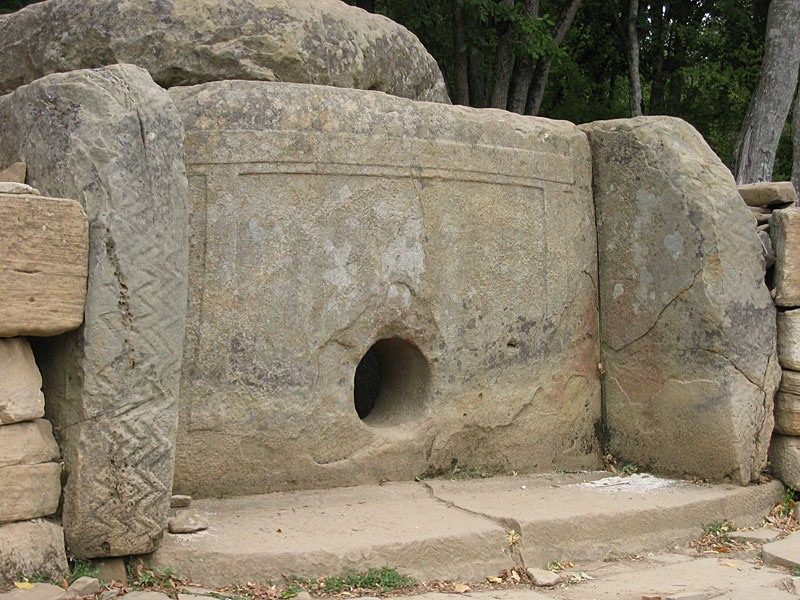
Пример плиточного дольмена (Россия, р. Жанэ)

 Чаще всего, пазы делались в боковых плитах, и в них вставлялись передняя, обычно трапециевидная линзообразная (выпуклая снаружи и плоская внутри, хотя есть и исключения) фронтальная плита, и обычно плоская меньших размеров задняя. Крыша плиточного дольмена, обычно сделанная из одной массивной прямоугольной плиты, часто также имела некоторые углубления, удерживавшие её от сползания.
Отверстие (лаз) плиточных дольменов чаще всего имеет круглую форму, расположено посередине фронтона, и затыкалось тяжёлой каменной пробкой, которые найдены в множестве.
Во многих случаях плиточный дольмен мог иметь также — приставную галерею с крышей в виде отдельной плиты меньших размеров, такая галерея как бы продолжала вперёд боковые плиты и крышу дольмена, обычно на длину от 1/3 до 1/2 длины самого дольмена, а также вымощенные камнем дворики с кромлехом — каменной изгородью.
Такие дольмены — наиболее распространенные постройки. Они древнее, в общей массе, последовавших за ними корытообразных дольменов.
Плиточные дольмены чаще всего имеют весьма характерную архитектурную деталь — портал дольмена закрыт не только крышей сверху, но и выступающими вперёд боковыми плитами — с боков. При этом, как правило, сам портал обрабатывался особенно тщательно, равно как и стены и пол внутри, а наружные поверхности плит обтёсывались кое-как.
Всё это, в совокупности с находкой подкурганного дольмена (комплекс «Псынако-1»), с большой долей уверенности говорит о том, что после строительства плиточные дольмены обваловывались со всех сторон кроме передней, насыпью из земли и мелких камней, что придавало сооружению ещё большую прочность и скрытность.
Способы постройки плиточных дольменов до сих пор остаются загадкой, поскольку вес плит наиболее крупных дольменов, таких как например, на р. Догуаб, достигает 20 тонн.